# Nazionale di bob della Cina
La nazionale di bob della Cina (in cinese: 中国国家雪橇队S, Zhōngguó guójiā xuěqiāo duìP) è la selezione che rappresenta la Repubblica Popolare Cinese nelle competizioni internazionali di bob.
La squadra ha partecipato a due edizioni dei Giochi olimpici invernali.

## Storia

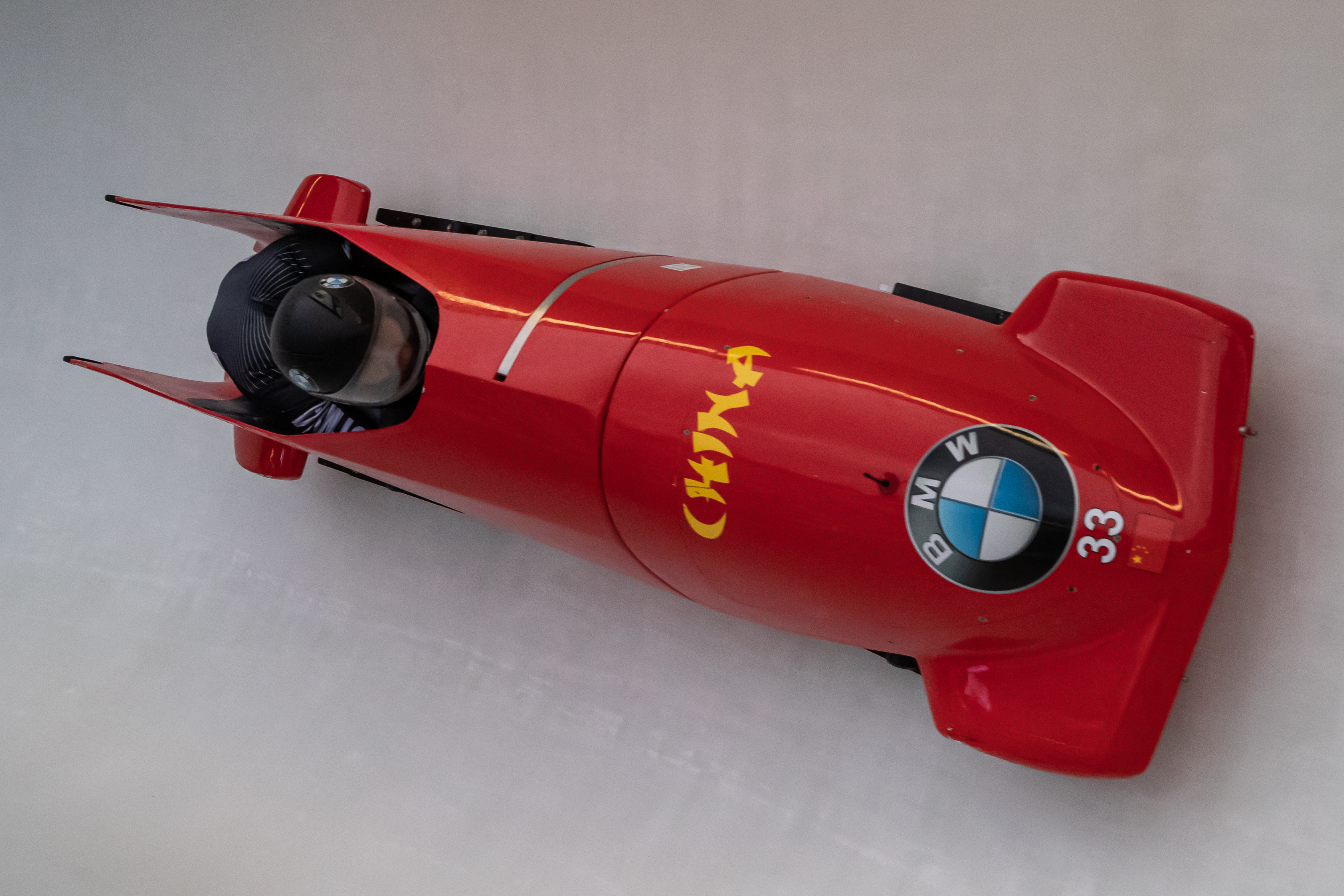
Chunjian Li e Hao Shi nel bob a due uomini ad Altenberg 2020

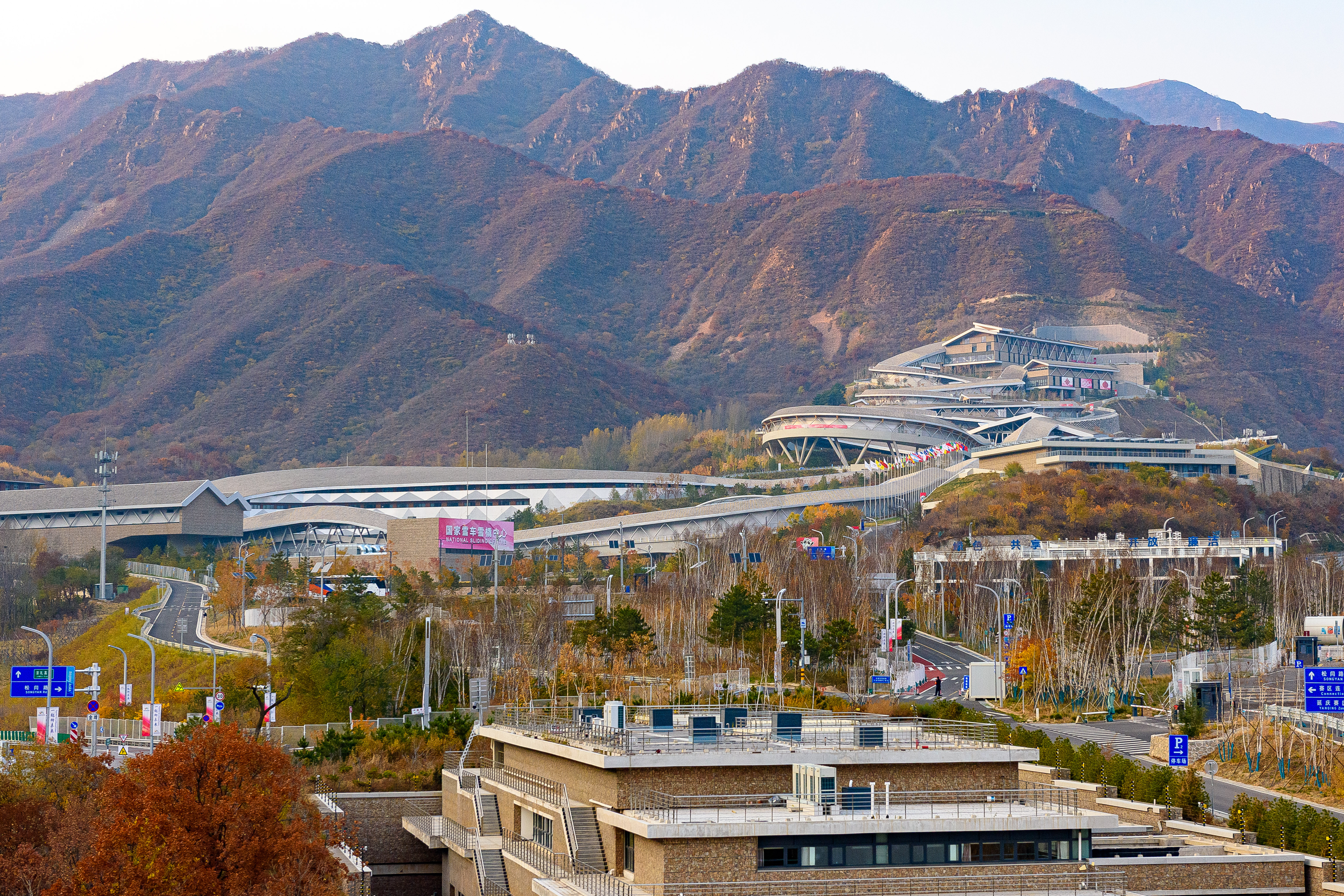
Yanqing National Sliding Centre ha ospitato le gare olimpiche di bob, slittino e skeleton di.

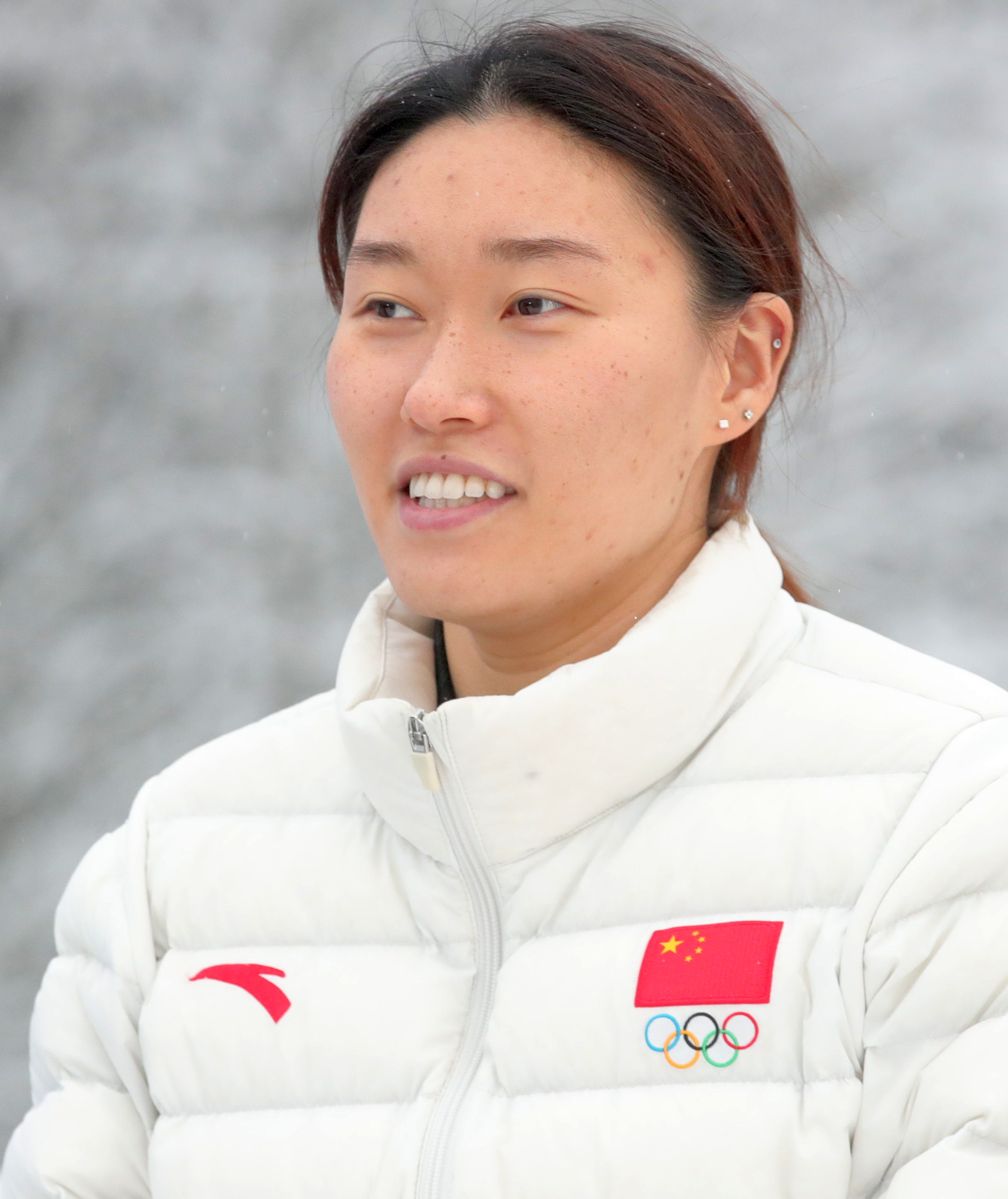
Ying Qing, prima atleta cinese a salire sul podio in una gara di Coppa del mondo di bob

A causa dello scarso interesse per gli sport invernali, il debutto della Cina ai Giochi olimpici invernali risale a Lake Placid 1980. Peraltro lo sport del bob era visto come uno costoso sport d'elite e quindi non in linea con l'ideale di atleta socialista, tanto è vero che la stessa Nazionale di bob dell'Unione Sovietica debuttò solo a partire dai Giochi di Sarajevo 1984; peraltro in tale occasione gareggiò per la prima volta anche la Nazionale di bob della Cina Taipei in rappresentanza di Taiwan. Ciò portò alla costituzione dell'Associazione cinese di bob e skeleton che nel 1984 si affiliò alla FIBT. Per questi motivi, sebbene il bob sia uno sport incluso negli eventi olimpici fin dalla prima edizione di Chamonix-Mont-Blanc 1924, la squadra cinese di bob venne istituita dopo l'assegnazione a Pechino dell'organizzazione dei XXIV Giochi olimpici invernali di Pechino 2022. A causa del suo avvio tardivo, la Cina non disponeva né di piste né di slitte di produzione nazionale, dovendo così ricorrere ad attrezzature di fabbricazione straniera. Nel novembre 2015 il Comitato olimpico cinese nominò il tedesco Manuel Machata quale capo allenatore della squadra cinese di bob, incaricandolo di selezionare insieme a Edwin van Calker i futuri bobbisti cinesi, provenienti da altre discipline sportive. Le prime gare furono disputate nel febbraio 2016 a Calgary, dove venne tenuto a novembre dell'anno successivo il primo campionato nazionale cinese di Bob.
Nel 2018, gli atleti cinesi di bob sono apparsi per la prima volta alle Olimpiadi invernali di Pyeongchang 2018, registrando però scarsi risultati: 26º posto nel bob a quattro (su 29 equipaggi) e 26º e 29º posto nel bob a due (su 30 coppie).
Sempre nel 2018 iniziò la costruzione della prima pista cinese, il National Sliding Centre denominato anche pista del "Drago delle nevi volante" (雪游龙S, xue yu longP) nel villaggio di Dazhuangke. Nel luglio 2018 furono sostituiti gli allenatori, ingaggiando il canadese Pierre Lueders (ex allenatore della Nazionale di bob della Corea del Sud che vinse l'argento olimpico a Pyeongchang) e il tedesco André Lange.
Nel marzo 2021 il Centro per gli sport invernali dell'Amministrazione generale degli sport statali commissionò all'azienda automobilistica FAW e alla Compagnia cinese di scienza e tecnologia aerospaziali lo studio e la realizzazione di nuovi bob cinesi. Dopo appena 200 giorni furono presentati il 31 dicembre dello stesso anno, definiti come "veloci come un fulmine, leggeri come una rondine e forti come una roccia".
Alle Olimpiadi di Pechino 2022 i migliori risultati furono registrati dalle donne: 6º e 9º posto nel monobob, 11° e 22° nel doppio femminile; gli uomini giunsero al 14º e 22º posto nel doppio, 16º e 17º posto nel bob a quattro.
Il 18 febbraio 2023, durante la tappa di Sigulda della Coppa del Mondo di bob 2023, la bobbista Ying Qing giunse al terzo posto nella gara di monobob, consentendo così alla cinese di chiudere la classifica finale del campionato femminile entro le prime dieci al mondo.

## Partecipazione ai giochi olimpici invernali

### Bob a quattro uomini
| Anno | Città       | classifica | Composizione                                                                            |
| ---- | ----------- | ---------- | --------------------------------------------------------------------------------------- |
| 2018 | Pyeongchang | 26°        | Shao Yijun, Wang Sidong, Li Chunjian, Shi Hao                                           |
| 2022 | Pechino     | 16° 17°    | Sun Kaizhi, Wu Qingze, Wu Zhitao, Zhen Heng Li Chunjian, Ding Song, Ye Jielong, Shi Hao |

### Bob a due uomini
| Anno | Città       | classifica | Composizione                               |
| ---- | ----------- | ---------- | ------------------------------------------ |
| 2018 | Pyeongchang | 26° 29°    | Li Chunjian, Wang Sidong Jin Jian, Shi Hao |
| 2022 | Pechino     | 14° 22°    | Sun Kaizhi, Wu Qingze Li Chunjian, Liu Wei |

### Bob a due donne
| Anno | Città   | classifica | Composizione                                 |
| ---- | ------- | ---------- | -------------------------------------------- |
| 2022 | Pechino | 11° 14°    | Huai Mingming, Wang Xuan Ying Qing, Du Jiani |

### Monobob femminile
| Anno | Città   | classifica | Composizione             |
| ---- | ------- | ---------- | ------------------------ |
| 2022 | Pechino | 6° 9°      | Huai Mingming, Ying Qing |